# (7383) Lassovszky
(7383) Lassovszky est un astéroïde de la ceinture principale.

## Description
(7383) Lassovszky est un astéroïde de la ceinture principale. Il fut découvert le 30 septembre 1981 à Harvard par l'observatoire Oak Ridge. Il présente une orbite caractérisée par un demi-grand axe de 2,46 UA, une excentricité de 0,07 et une inclinaison de 1,6° par rapport à l'écliptique.

## Compléments